# ظلال الحارس (فلم)
ظلال الحارس فيلم مغربي من إخراج سعيد سودة سنة 1987، وبطولة كل من حميدة سودة، سعيد سودة، بول سميث، حميدو، وغيرهم.

## القصة
تنظيم سرى يتكون من مجموعة من الرجال المسالمين، هدفهم الحفاظ على الذخائر الفنية الباقية في العالم العربى، يصل واحد من هذا التنظيم إلى مدينة نيويورك بهدف العثور على بعض هذه الذخائر.